# Ceramika bolesławiecka

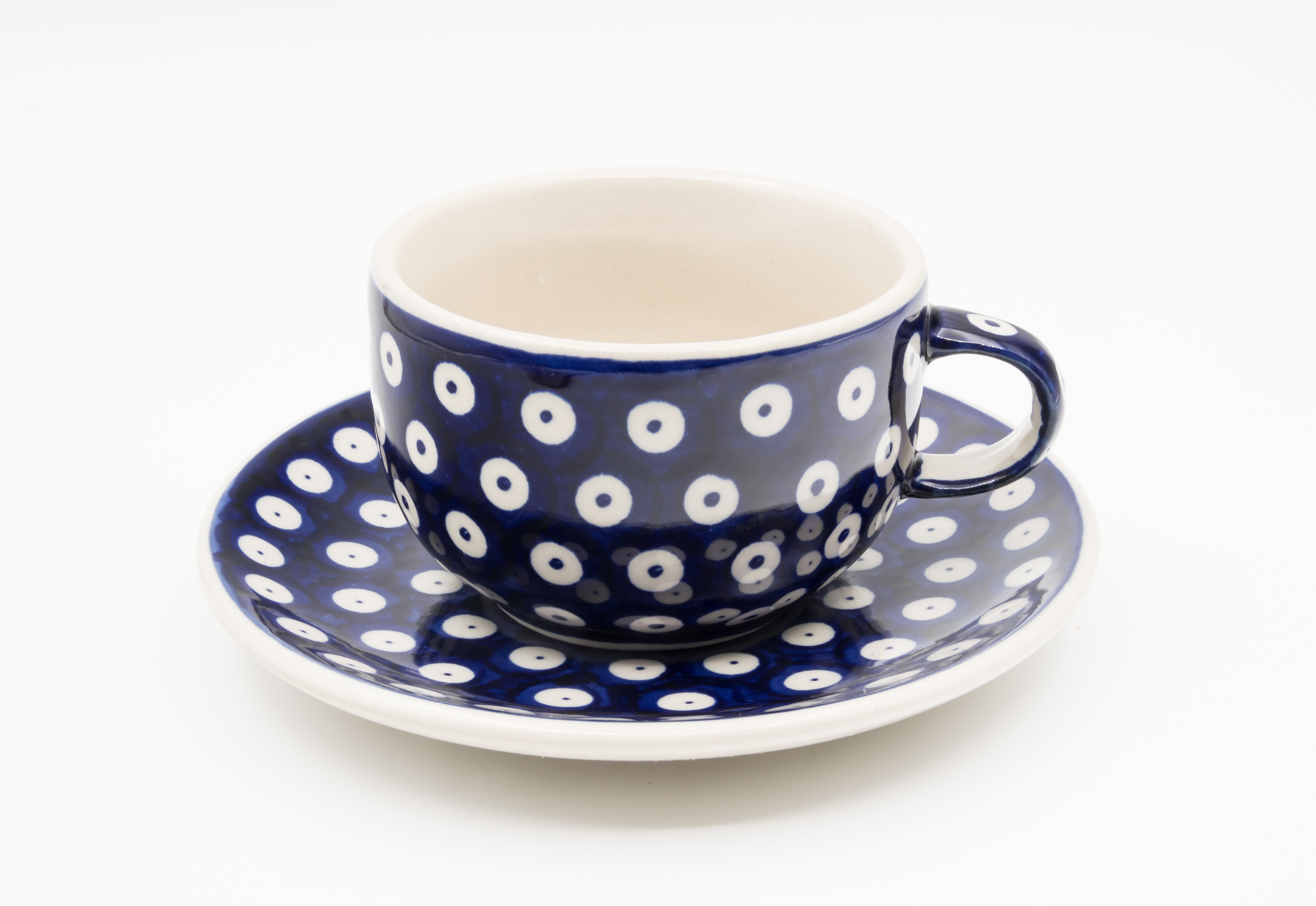
Filiżanka ze spodkiem z ceramiki bolesławieckiej

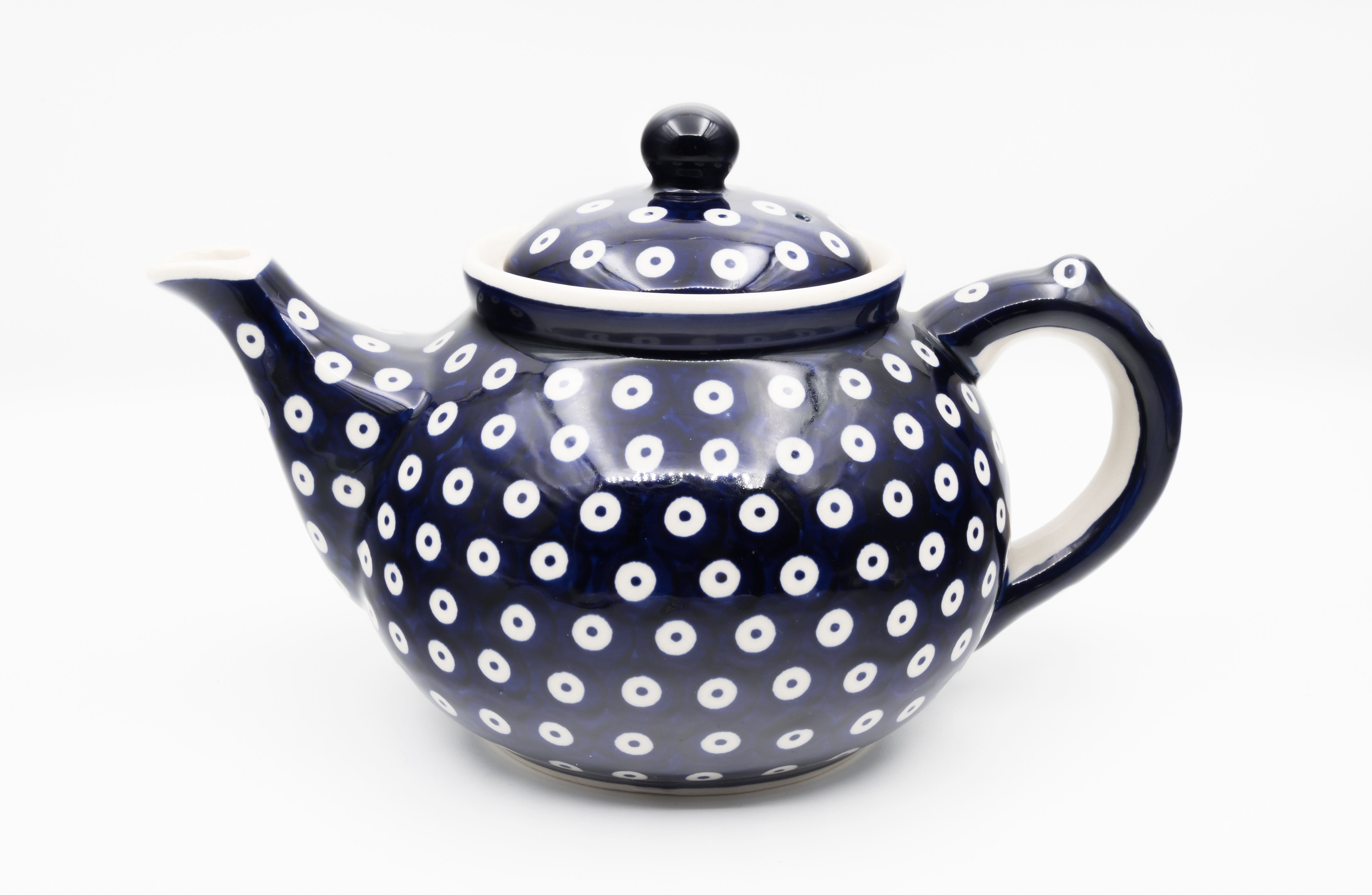
Dzbanek z ceramiki bolesławieckiej

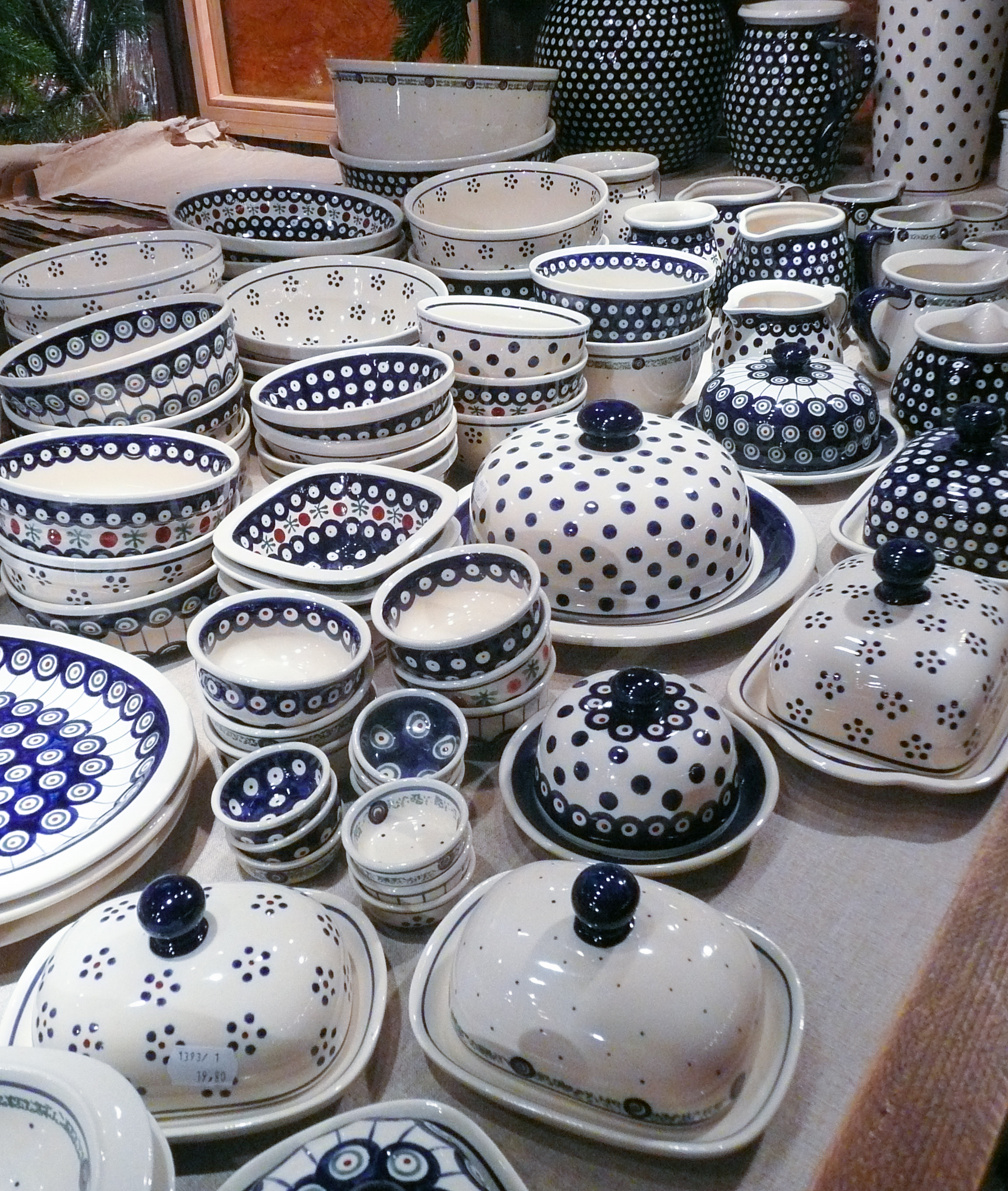
Współczesne wyroby z ceramiki bolesławieckiej

Ceramika bolesławiecka (niem. Bunzlauer Keramik) – ceramika produkowana w Bolesławcu i jego okolicach od XIV wieku, a po 1945 także w Niemczech przez wysiedlonych, np. w tzw. Wiosce garncarzy Fredersloh w Moringen.
Od 2019 roku, wskutek wygaśnięcia ochrony znaku towarowego, znakiem ceramiki bolesławieckiej mogą być oznaczane produkty wytwarzane w dowolnym miejscu.
Rozwój produkcji ceramiki datuje się na II poł. XVIII w., a następnie na I poł. XIX w. Do 1850 produkowano metodą rzemieślniczą, a następnie przemysłową. Produkowano dzbany, wazy i kufle o charakterystycznej brunatno-szklistej barwie, polewane białym szkliwem skaleniowym. Ich główny producent, J.G. Altman, uzyskał w 1844 złoty medal na wystawie w Londynie. 
Po 1945 produkcję kontynuował zakład Cepelii dysponujący 8 piecami. Produkował talerze, kufle i komplety do kawy.
Kolekcję ceramiki bolesławieckiej można oglądać m.in. w Muzeum Ceramiki w Bolesławcu. 

## Współcześni producenci i ich klienci
Współcześnie produkcją ceramiki bolesławieckiej zajmują się różne firmy. W wystawie „Z bolesławieckiej gliny – prezentacja współczesnych zakładów ceramicznych działających na terenie Ziemi Bolesławieckiej”, zorganizowanej w Muzeum Ceramiki w Bolesławcu i trwającej od sierpnia do października 2021, wzięło udział 30 producentów.
W lipcu 2017 Prezydent Rzeczypospolitej Polskiej Andrzej Duda i jego żona Agata Kornhauser-Duda podarowali księciu Williamowi i księżnej Kate m.in. serwis kawowy z Bolesławca. 
Zamówienia w bolesławieckiej spółdzielni „Ceramika Artystyczna” realizowały m.in. Polskie Linie Lotnicze LOT (dla Jana Pawła II) oraz CIA. Ponad 90% produkcji tej firmy trafia na eksport (z czego połowa do Stanów Zjednoczonych). 

## Królewska Ceramiczna Szkoła Zawodowa Bolesławiec
W 1897 roku powstała Królewska Ceramiczna Szkoła Zawodowa Bolesławiec (Königliche Keramische Fachschule Bunzlau). W 1922 roku przemianowano ją w Państwową Ceramiczną Szkołę Zawodową (Staatliche Keramische Fachschule). Funkcjonowała do lutego 1945. Obecnie mieści się tam Zespół Szkół Elektronicznych im. Ignacego Domeyki.